# Matěj Hanousek
Matěj Hanousek (2 giugno 1993) è un calciatore ceco, difensore del Gençlerbirliği.

## Carriera

### Nazionale
Con la nazionale Under-21 del proprio Paese ha disputato i campionati europei di categoria nel 2015.

## Palmarès
- Coppa della Repubblica Ceca: 1

Sparta Praga: 2019-2020